# Carposina gonosemana
Carposina gonosemana là một loài bướm đêm thuộc họ Carposinidae. Nó là loài đặc hữu của New Zealand.
Sải cánh dài 17–19 mm. Ấu trùng được ghi nhận ăn hạt và hoa của loài Griselinia lucida.